# Szajd Dgáj
Szajd Dgáj (arabul: سعيد الدغاي); 1964. január 14. –) marokkói válogatott labdarúgókapus.

## Pályafutása

### Klubcsapatban
1990 és 1991 között a Centrale Laitière Casablanca csapatában játszott. 1991 és 1994 között az Olympique de Casablanca játékosa volt. 1997 és 1998 között a Raja Casablanca együttesében védett. 

### A válogatottban
1994-ben 3 alkalommal játszott a marokkói válogatottban. Részt vett az 1994-es világbajnokságon. 